# تحويطة الغدير
تحويطة الغدير هي إحدى القرى اللبنانية من قرى قضاء بعبدا في محافظة جبل لبنان.